# Іванова Людмила Миколаївна
Людмила Миколаївна Іванова (нар. 10 лютого 1929, Новосибірськ, СРСР) — радянський і російський фізіолог, доктор медичних наук (1973), професор (1976), академік Російської академії наук (1997), радник РАН, викладач кафедри фізіології Новосибірського державного університету.

## Біографія
Людмила Іванова народилася 10 лютого 1929 року в Новосибірську.
У 1953 році закінчила лікувальний факультет Новосибірського державного медичного інституту (НДМІ).
У 1953—1956 роках навчалася в аспірантурі Новосибірського державного медичного інституту.
У 1956—1963 роках — асистент НДМІ.
У 1958 році захистила кандидатську дисертацію на тему: «Про роль гіалуронідази в процесі сечоутворення».
у 1963—1965 роках — доцент Новосибірського державного університету; з 1979 р по наш час — завідувач кафедри фізіології НДМУ.
У 1968—1971 роках — старший науковий співробітник Інституту фізіології СВ РАН СРСР.
У 1972 році захистила докторську дисертацію на тему: «Аналіз механізму дії антидіуретичного гормону на нирку ссавців».
З 1971 по 2011 — завідувач лабораторією фізіологічної генетики Інституту цитології і генетики Сибірського відділення РАН (ІЦіГ СВ РАН).
З 1991 року — член-кореспондент Російської академії наук.
З 1997 року — академік Російської академії наук по відділенню біологічних наук.
Академік Л. М. Іванова читає лекції по фізіології людини студентам третього курсу факультету природничих наук і медичного факультету Новосибірського державного університету, є членом вченої ради факультету природничих наук НДМУ та ІЦіГ СВ РАН.

## Наукова діяльність
Праці Л. М. Іванової та її співробітників спрямовані на вивчення механізмів регуляції водно-електролітного балансу. Основним напрямком є вивчення водно-електролітного гомеостазу, а також молекулярних і генетичних механізмів гормональної регуляції водно-електролітного балансу у ссавців.
Науковий керівник 6 докторських і 31 кандидатських дисертацій.
Автор і співавтор понад 350 публікацій в наукових журналах, 6 колективних монографій.
Член редакції Російського фізіологічного журналу ім. Сеченова і журналу РАН і Міністерства освіти та науки Росії «Вісник молодих учених».
Член Міжнародної академії інформатизації.

## Нагороди
- премія РАН ім. Л. А. Орбелі (1998)
- Заслужений працівник вищої школи Російської Федерації
- орден Пошани «за досягнуті трудові успіхи і багаторічну плідну роботу».[5]

## Монографії
- Глава 5 «Компьютерное моделирование системы кровообращения». Колпаков Ф. А., Шарипов Р. Н., Евшин И. С., Леонова Т. И., Семисалов Б. В. 2008
- Physiological and Genetic Mechanisms of Arterial Hypertension. Markel A.L., Ivanova L.N., Jacobson G.S. 2012
- Генетика приростает Сибирью: Первые два десятилетия Института цитологии и генетики СО АН СССР — начало и становление. Шумный В. К., Захаров И. К., Кикнадзе И. И., Иванова Л. Н., Попова Н. К., Дымшиц Г. М. 2012